# الغزو الإسباني للمايا

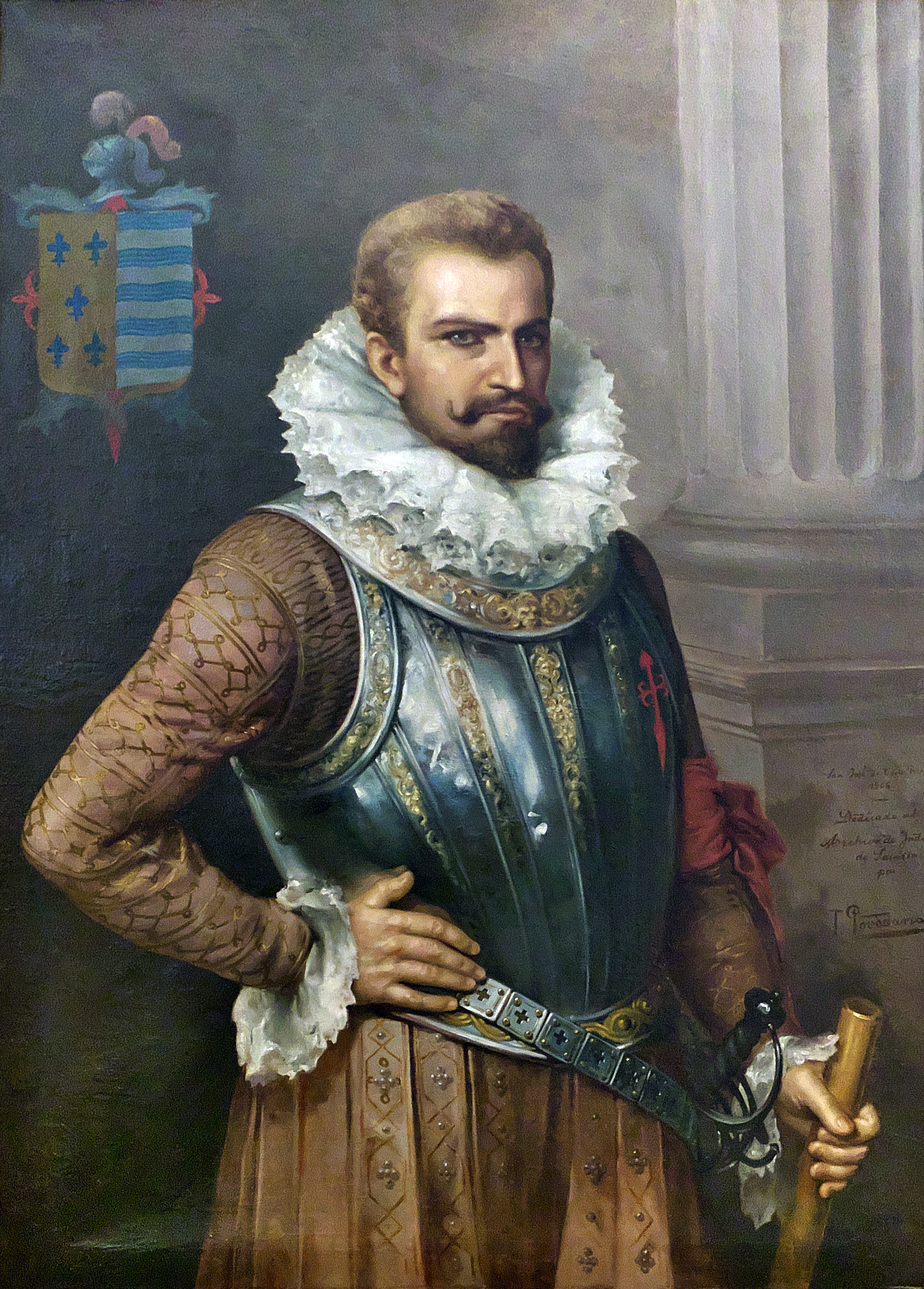
بيدرو دي ألفارادو حاكم غواتيمالا سنة 1906 رسم من قبل (توماس بوفيدانو).

كان الغزو الإسباني للمايا صراعًا مطوّلًا خلال الاستعمار الإسباني للأمريكتين، ضمّ فيه الغزاة الإسبان وحلفاؤهم تدريجيًا أراضي المايا وكياناتها السياسية في الفترة ما بعد الكلاسيكية المتأخرة إلى المنطقة الاستعمارية لإسبانيا الجديدة. شغلت حضارة المايا أرضًا تُعرف حاليًا بالبلدان الحديثة: المكسيك وغواتيمالا وبليز وهندوراس والسلفادور؛ بدأ الغزو في أوائل القرن السادس عشر، وانتهى عمومًا في عام 1697.
أُعيق الغزو الإسباني للمايا بسبب دولتهم المجزأة سياسيًا. كان هناك اختلاف كبير بين التكتيكات والتكنولوجيا التي استخدمها الإسبان وتلك التي استخدمها السكان الأصليون. اتّبع الإسبان إستراتيجية تجميع السكان الأصليين في بلدات استعمارية أسّسوها حديثًا؛ ونظروا إلى أخذ الأسرى كعائق أمام النصر التام، في حين أعطى المايا الأولوية للقبض على السجناء الأحياء والغنائم. من ضمن الاستراتيجيات التي اتبعها المايا، كانت الكمائن تكتيكًا مفضّلًا؛ ردًا على استخدام سلاح الفرسان الإسباني، بدأ سكان المايا في المرتفعات بحفر الحفر وتغطيتها بأوتاد خشبية. قاوم السكان الأصليون تكتّل المستوطنات الجديدة باللجوء إلى المناطق التي يصعب الوصول إليها مثل الغابات أو الانضمام إلى جماعات المايا المجاورة التي لم تخضع بعد للغزاة الأوروبيين. شملت الأسلحة الإسبانية السيف العريض والسيف ذا الحدين والرمح والمِطرد والقوس المستعرض وبندقية الفتيل والمدفعية الخفيفة. قاتل محاربو المايا باستخدام الرماح ذات الرؤوس المصنوعة من الصوّان والأقواس والسهام والأحجار والسيوف الخشبية المزوّدة بشفرات من حجر السج، وارتدوا الدروع القطنية المبطّنة لحماية أنفسهم. افتقر شعب المايا إلى العناصر الرئيسية لتكنولوجيا العالم القديم مثل العجلة الوظيفية والخيول والحديد والفولاذ والبارود؛ كانوا أيضًا شديدي الحساسية لأمراض العالم القديم التي لم تكن لديهم مناعة ضدها.
قبل الغزو، احتوت أراضي المايا على عدد من الممالك المتنافسة. نظر العديد من الغزاة إلى المايا على أنهم «كفّار» ينبغي هدايتهم بالقوة وتهدئتهم، متجاهلين إنجازات حضارتهم. حدث أول اتصال بين المايا والمستكشفين الأوروبيين في أوائل القرن السادس عشر عندما تحطمت سفينة إسبانية -كانت تبحر من بنما إلى سانتو دومينغو- على الساحل الشرقي لشبه جزيرة يوكاتان في عام 1511. تبع ذلك إرسال عدة حملات إسبانية في عامي 1517 و 1519، وصلت إلى أجزاء مختلفة من ساحل يوكاتان. استغرقت عملية الغزو الإسباني للمايا وقتًا طويلًا؛ قاومت ممالك المايا الاندماج في الإمبراطورية الإسبانية بإصرار لا مثيل له، إذ استغرقت هزيمتهم ما يقارب قرنين من الزمان. حدث أول اتصال بشعب الإيتزا (من شعوب المايا) والجماعات الأخرى التي تسكن المناطق المنخفضة في حوض بيتين بقيادة إرنان كورتيس في عام 1525، لكنها ظلت مستقلة وعدائية للإسبان الزاحفين حتى عام 1697، عندما تمكّن أخيرًا هجوم إسباني منسّق بقيادة مارتين دي أورثوا إيه أريثميندي من هزيمة آخر مملكة مستقلة تابعة للمايا.

## جغرافية المكان
شغلت حضارة المايا منطقة واسعة شملت جنوب شرق المكسيك وشمال أمريكا الوسطى؛ شملت هذه المنطقة شبه جزيرة يوكاتان بأكملها، وكل الأراضي التي تندمج حاليًا في البلدان الحديثة لغواتيمالا وبليز، بالإضافة إلى الأجزاء الغربية من هندوراس والسلفادور. في المكسيك، شغلت المايا الأراضي التي تندمج حاليًا في ولايات تشياباس وتاباسكو وكامبيتشي وكينتانا رو ويوكاتان.
يحدّ شبه جزيرة يوكاتان البحر الكاريبي من الشرق وخليج المكسيك من الشمال والغرب. تضمّ شبه جزيرة يوكاتان ولاياتِ المكسيك الحديثة: يوكاتان وكينتانا رو وكامبيتشي، والجزء الشرقي من ولاية تاباسكو، ومعظم إدارة بيتين في غواتيمالا وكلّ بليز. يتألف معظم شبه الجزيرة من سهل شاسع مع عدد قليل من التلال أو الجبال وشريط ساحلي منخفض عمومًا. تتساقط في الأجزاء الشمالية الغربية والشمالية من شبه جزيرة يوكاتان أمطار أقل من بقية شبه الجزيرة؛ تتميز هذه المناطق بقاعدة من الحجر الكلسي المسامي للغاية ما ينتج عن ذلك مياه سطحية أقل. في المقابل، يتميز الجزء الشمالي الشرقي من شبه الجزيرة بالمستنقعات المشجّرة. يفتقر الجزء الشمالي من شبه الجزيرة إلى الأنهار، باستثناء نهر تشامبوتون، إذ تقع جميع الأنهار الأخرى في الجنوب. 
تتكون منطقة بيتين من سهل كلسيّ منخفض مشجّر بكثافة، تعترضها من الشرق إلى الغرب سلسلة من التلال المنخفضة وتتميز بمجموعة متنوعة من الغابات وأنواع التربة؛ تشمل مصادر المياه بشكل عام الأنهار الصغيرة والمستنقعات الموسمية المنخفضة التي تُعرف باسم باخوس (bajos). تمتد سلسلة من أربع عشرة بحيرة عبر حوض الصرف المركزي في بيتين. البحيرة الأكبر هي بحيرة بيتين إيتزا، إذ يبلغ طولها 32 كم وعرضها 5 كم (19.9 - 3.1 ميل). تمتد السافانا الواسعة جنوب البحيرات الوسطى. إلى الشمال من منطقة البحيرات، تصبح باخوس أكثر شيوعًا، وتتخلّلها الغابات. إلى الجنوب، يرتفع السهل تدريجيًا باتجاه المرتفعات الغواتيمالية. تغطي الغابات الكثيفة شمال بيتين وبليز، ومعظم كوينتانا رو وجنوب كامبيتشي وجزءًا من جنوب ولاية يوكاتان. إلى أقصى الشمال، يتحوّل الغطاء النباتي إلى غابة منخفضة تتكون من شجيرات كثيفة.
تشغل تشياباس أقصى جنوب شرق المكسيك، وتستحوذ على 260 كيلومترًا (160 ميلًا) من ساحل المحيط الهادئ. تتميّز تشياباس بمنطقتين من المرتفعات الرئيسية؛ سييرا مادري دي تشياباس في الجنوب، ومونتاناس سنترالز (المرتفعات الوسطى) في وسط تشياباس. يفصلهما المنخفض المتوسط الذي يحتوي على حوض تصريف نهر غريخالفا، ويتميّز بمناخ حار وهطول مطري معتدل. تكتسب مرتفعات سييرا مادري ارتفاعًا من الغرب إلى الشرق، وتقع أعلى الجبال بالقرب من الحدود الغواتيمالية. ترتفع المرتفعات الوسطى في تشياباس ارتفاعًا حادًا إلى شمال غريخالفا، إذ يصل أقصى ارتفاع إلى 2400 متر (7900 قدم)، ثم تنحدر تدريجيًا باتجاه شبه جزيرة يوكاتان. تعترضها الوديان العميقة التي تمتد موازيةً لساحل المحيط الهادئ، وتتميز بنظام صرف معقد يغذّي كلًا من جريخالفا ونهر لاكانتون. في الطرف الشرقي من المرتفعات الوسطى توجد غابة لاكاندون؛ تعدّ هذه المنطقة جبلية إلى حد كبير وهناك سهول منخفضة استوائية في أقصى الشرق. يقع النطاق الساحلي لسوسكونوسكو جنوب سييرا مادري دي تشياباس، ويتألف من سهل ساحلي ضيق وتلال سييرا مادري السفحية.